# تماس مستقیم
تماس مستقیم (به انگلیسی: Direct Contact) یک فیلم اکشن آمریکایی محصول سال ۲۰۰۹ به کارگردانی دنی لرنر با بازی دولف_لاندگرن و مایکل_پاری است. این فیلم در تاریخ ۲ ژوئن ۲۰۰۹ به صورت ویدئویی در ایالات متحده منتشر شد.

## داستان
به یک آمریکایی گرفتار در زندان‌های روسیه این شانس داده می‌شود که با نجات یک زن آمریکایی ربوده شده، مجدداً آزادی خود را به دست بیاورد.

## بازیگران فیلم
- دولف_لاندگرن … مایک رگینز
- مایکل پاری … کلوی کانلی
- گینا مه … آنا گیل
- بشار پولال … ژنرال دراگو
- جیمز چلکه … ترنت رابینز
- ولادیمیر ولادیامیف … ولدو کارادوف
- رایشو واسیلوف … بوریس
- نیکولای استانوف … فروشنده تفنگ
- مایک اشترب … سرباز دریایی گارد
- لس ودون
- یو پتروف … پسر ولدو
- الکساندر کاظیف … خلبان هلیکوپتر
- تئودور تسولوف
- ماریان استانیچوا
- جما گرت … لیندا
- اسلاویو اسلاووف

## فیلمبرداری
این فیلم در تاریخ ۲۷ فوریه تا ۱۷ مارس ۲۰۰۸ در صوفیه، بلغارستان فیلمبرداری شد.